# Wolfram von Oertzen
Wolfram von Oertzen (* 24. Juli 1939 in Mannheim) ist ein deutscher Experimentalphysiker, der sich insbesondere mit Kernphysik und Schwerionenphysik beschäftigt.

## Leben
Er ist der Sohn des Diplom-Ingenieurs Hans Jürgen von Oertzen (1907–1983) und der Magdalena (Leni) Specht (* 1911). Oertzen ging in der Sowjetunion in Obninsk (1946–1955) und 1952 bis 1955 in Sochumi zur Schule, wo sein Vater nach dem Ende des Zweiten Weltkriegs als Ingenieur zwangsweise tätig war. Die Familie wohnte dort in eingezäunten Lagern. Er studierte von 1958 bis 1963 Physik an der Universität Heidelberg, wo er 1967 über Schwerionenreaktionen bei Rudolf Bock promovierte und sich 1971 habilitierte. Ab 1964 war er wissenschaftlicher Assistent am Max-Planck-Institut für Kernphysik in Heidelberg. Im Zeitraum 1968/69 war Oertzen wissenschaftlicher Assistent am IPN in Orsay (Universität Paris-Süd) und 1972/73 am Lawrence Berkeley National Laboratory sowie 1973 am Brookhaven National Laboratory. Seit 1974 war er Professor für Physik an der Freien Universität Berlin (FU) und war Leitender Wissenschaftler am früheren Hahn-Meitner-Institut in Berlin, dessen Physik-Abteilung er 1979 bis 1994 leitete. Am Hahn-Meitner-Institut war er für das Forschungsprogramm in experimenteller Kernphysik zuständig und begleitete den Bau des Schwerionenbeschleunigers VICKSI (Van-der-Graaf-Isochron-Cylcotron-Kombination für Schwere Ionen, danach Teil des Ionenstrahllabors ISL am HMI), jetzt als Augen-Hadron-Therapie-Anlage unter Leitung der Charité für Augentumore am Helmholtz-Zentrum Berlin, Campus Lise Meitner.
Er war unter anderem Gastprofessor/Gastwissenschaftler 1977 in Orsay (Universität Paris-Süd), am Kernforschungsinstitut (ISN) der Universität Grenoble (1983/84), am Schwerionenbeschleuniger GANIL in Caen, am Institute for Nuclear Study (INS) der Universität Tokio (1985, 1988), CRN (jetzt Department de Recherches Subatomiques) in Straßburg (1990, 1994), an der Universität Tübingen (1991), in Padua (Laboratori Nationale du Legnaro, Italien), 2000/2001 an der University of Surrey, Guildford (UK) und wiederholt (1972, 1975, 1978) Berater (Consultant) am Los Alamos National Laboratory (New Mexico, USA).
Er heiratete am 23. August 1966 in Heidelberg Marianne Kirchner (* 25. Mai 1940 in Leipzig, verstorben am 21. Juli 2019 in Berlin), die Tochter des Pfarrers Gerhard Kirchner und der Hildegard Leuckfeld, mit einem Sohn (Alexander) und einer Tochter (Sascha). Seit 1994 ist er in zweiter Ehe mit Edda Eisenlohr verheiratet.

## Wirken
Oertzens Untersuchungen von Neutronen-Transferreaktionen z. B. mit Kohlenstoffkerne am MPI in Heidelberg lieferten erste Hinweise auf Molekülorbitale in Kernen in Streuung und Reaktionen in Kern-Kern-Stössen. Er beschäftigte sich mit Nukleonen-Transferreaktionen mit Schweren Ionen (zwischen schweren Kernen), besonders der Transfer von Neutronen-Paaren zwischen schweren Kernen an der GSI in Darmstadt. Dort untersuchte er superfluide Eigenschaften von Kernen und erklärte die Erhöhung des Wirkungsquerschnitte bei der Fusion schwerer Kerne durch Verstärkungseffekte beim Austausch von Proton-Paaren. Später befasste er sich mit der Untersuchung von Kern-Materie-Eigenschaften mit der Kern-Kern-Regenbogenstreuung, die Hinweise auf die Zustandsgleichung kalter Kernmaterie und die Eigenschaften der Kernkräfte bei höheren Dichten liefert. Weitere Arbeiten betreffen die Untersuchung von Kern-Molekülen (Spektroskopie neutronenreicher leichter Kerne). In den Isotopen leichter Kerne, insbesondere in Be-Isotopen, beobachtete er die Cluster-Bildung und die Molekül-Bildung in diesen Kernen (bestehend aus Alpha-Teilchen und Neutronen) und die kovalenten Bindungseffekte durch Valenzneutronen ähnlich wie bei Valenzorbitalen von Elektronen in Atom-Molekülen. Weitere Arbeiten betreffen Kern-Zustände mit Multi-Alpha-Teilchen in angeregten Zuständen von Kernen, die nach von Oertzen im Grenzbereich zum Alpha-Zerfall Bose-Quantenflüssigkeiten bilden können. Seit 2009 arbeitet er mit der FOBOS-Gruppe am Flerov Laboratory for Nuclear Reactions (FLNR) des JINR in Dubna zusammen, unter anderem in der Untersuchung der bisher nicht beobachteten sehr seltenen True ternary fission, bei der schwere Kerne in etwa drei gleich große Teile kollinear spalten (CCT, collinear cluster tri partition).

## Auszeichnungen
- 1994 erhielt er den Alexander-von-Humboldt-Preis für Frankreich,
- 1995 erhielt er den russischen Flerov-Preis
- 1996 wurde er Ehrenprofessor Prof. h. c. an der Universität Sankt Petersburg.
- 2007 Gentner-Kastler-Preis der Deutschen (DPG) und Französischen (SFP) Physikalischen Gesellschaft.
- 2008 wurde er zum Fellow der European Physical Society (EPS) gewählt.
- 2012 erhielt er zusammen mit der FOBOS-Gruppe den ersten Preis des russischen Vereinigten Instituts für Kernforschung, JINR in Dubna für die Entdeckung eines neuen radioaktiven Zerfalls: die kollineare Dreifach-Spaltung von Californium 252.

Er war seit 1994 Mitglied des Ausschusses Kernphysik (Nuclear Science Division) der European Physical Society (EPS) und 1999–2003 ihr Vorsitzender. 1986 bis 1989 war er Vorsitzender des Fachausschusses „Hadronen und Kerne“ der Deutschen Physikalischen Gesellschaft (DPG).1987 bis 1991 war er Mitglied des nationalen (Frankreich) Komitees (01) des CNRS.

## Schriften (Auswahl)
- Wolfram von Oertzen, H. Bertschat: Materie unter Schwerionen-Beschuss, Bild der Wissenschaft, 12/1980
- Bunryu Imanishi, Wolfram von Oertzen: Molecular Orbitals in Nucleus Nucleus Collisions, Physics Reports C, Band 155, 1987, S. 29–136
- Wolfram von Oertzen: Supraleitung zwischen Kernen, verstärkter Transfer von Nukleonenpaaren. Physikalische Blätter, Band 46, 1990, S. 313–316, DOI:10.1002/phbl.19900460803
- Wolfram von Oertzen: Transfer of Nucleons between Nuclei. In: Nuclear Collisions from the Mean-Field into the Fragmentation Regime, Soc. Italiana di Fisica, 1991 CXII Corso, Erice school, 1991, S. 459–521. Ed. Compositori, Bologna
- Wolfram von Oertzen: Kernstruktur jenseits des Schalenmodells: Cluster und Kernmoleküle (Gentner-Kastler-Preis), Physik Journal, Band 6, 2007, Nr. 8/9, S. 79
- Wolfram von Oertzen: Die (wirkliche) Dreifachspaltung schwerer Kerne, Physik in unserer Zeit, Heft 1, 2011, S. 7
- Wolfram von Oertzen: Exotische Kernformen. Nukleare Cluster und kovalente Bindung auf der Femtoskala, Physik in unserer Zeit, Heft 5, 2011, S. 235
- Wolfram von Oertzen, Martin Freer, Yoshiko Kanada-Enyo: Nuclear Clusters and Molecules, Physics Reports, Band 432, 2006, S. 43–113.
- Wolfram von Oertzen, Andrea Vitturi: Pairing correlations of nucleons and multi-nucleon transfer between heavy nuclei, Reports on Progress in Physics, Band 64, 2001, S. 1247–1337
- Dao Tien Khoa, W. von Oertzen, H. G. Bohlen, S. Ohkubo: Nuclear rainbow scattering and nucleus-nucleus potential, Topical Review, J. Phys. G, Band 34, 2007, S. R111–R164
- W. von Oertzen: Enhanced Two Nucleon Transfer Due to Pairing Correlations, Kapitel 30 in: R. a. Broglia, V. Zelevinsky (Hrsg.): Fifty Years of Nuclear BCS, Pairing in Finite Systems, World Scientific 2013, S. 405–419
- W. von Oertzen: Alpha-cluster condensations in nuclei and experimental approaches for their studies, Kapitel 3 in: Lecture Notes in Physics Vol. 818, Springer, 2010, S. 109–128
- W. von Oertzen, Matko Milin: Covalent Binding on the Femtometer Scale: Nuclear Molecules, Kapitel 5 in: Lecture Notes in Physics Vol. 875, Springer 2013, S. 147–182